# Gnaphosa occidentalis
Gnaphosa occidentalis är en spindelart som beskrevs av Simon 1878. Gnaphosa occidentalis ingår i släktet Gnaphosa och familjen plattbuksspindlar. Inga underarter finns listade i Catalogue of Life.